# Qatar ExxonMobil Open 1995
Il Qatar ExxonMobil Open 1995  è stato un torneo ATP svoltosi a Doha, Qatar. Il torneo è durato dal 2 gennaio al 9 gennaio.
Stefan Edberg vinse il 1º titolo dell'anno e il suo 42º in carriera. È stato il suo 2º titolo al Qatar ExxonMobil Open avendolo vinto già nel 1994.

## Vincitori

### Singolare maschile
Stefan Edberg ha battuto in finale  Magnus Larsson con il punteggio di 7–6(4), 6–1.

### Doppio maschile
Stefan Edberg /  Magnus Larsson hanno battuto in finale  Andrej Ol'chovskij /  Jan Siemerink con il punteggio di 7–6, 6–2.